# Кацина (город)
Кацина (англ. Katsina) — район местного управления и традиционный мусульманский город-государство хауса (эмират) в Нигерии. Город Кацина является административным центром штата Кацина. Город находится примерно в 260 км к востоку от Сокото, Сокото и 135 км к северо-западу от Кано. В 2007 году население Кацины составляло 459 022 человек. Город является центром сельскохозяйственного региона, в котором производятся земляной орех бамбарский Vigna subterranea, хлопок, шкуры, просо и сорго зерновое, также в городе есть мельницы для производства арахисового масла и стали. Основное население города — мусульмане, по национальному признаку в городе в большинстве представлены народы фульбе и хауса. Почти 100% населения понимают хауса.
Бывший президент Нигерии Умару Яр-Адуа был дворянином Кацины.

## Кацинский эмират
Кацинский королевский дворец «Гидан Корау» — большой ансамбль, расположенный в центре старого города. Он является символом культуры, истории и традиций Кацинауы. Согласно исторической записи дворец был построен в 1348 г. н.э. по велению Мухаммаду Корау, который считается первым мусульманским королём Кацины. Это объясняет то, почему дворец традиционно известен как Дом Корау. Он является одним из старейших дворцов и представляет их первое поколение в хаусаленде. Остальные дворцы, представляющие первое поколение, находятся в Дауре (штат Кацина), Кано и в Заззау (штат Кадуна). Дворец был окружён защитными валом и стеной Ganuwar Gidan Sarki, которые не сохранились. Главные ворота, ведущие во дворец, называются Кофар Соро, а ворота на заднем дворе — Кофар Баи, которые не сохранились. Жилые помещения эмира, являющиеся главным местом во дворце, представляют собой огромную сложную структуру, построенную в характерном архитектурном стиле народ Хауса.

## Районы местного управления
Штат Кацина поделён на 34 района местного управления, среди которых есть РМУ Кацина площадью 142 км².
Почтовый индекс РМУ — 820.

## История

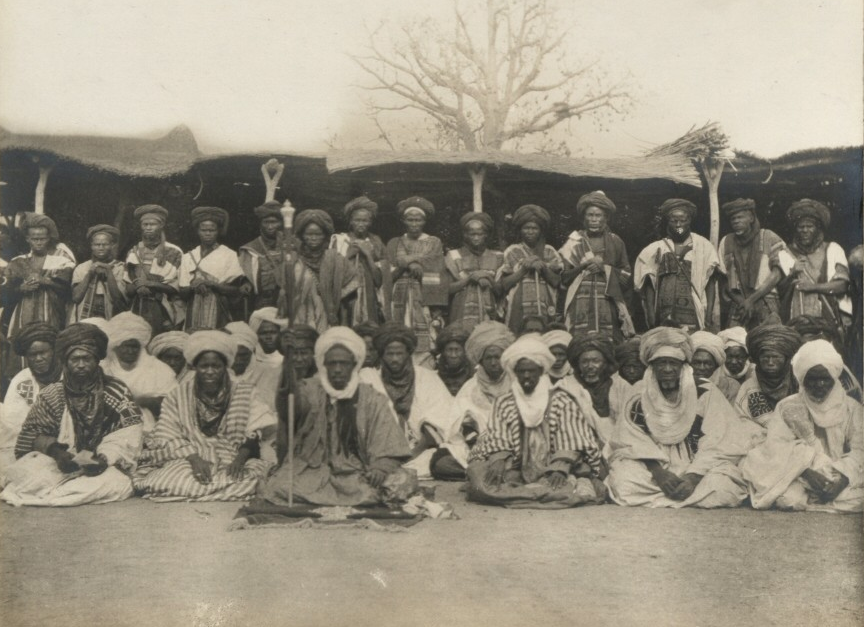
Эмир Кацины Мухаммад Дикко дан Гибадо(?) (Muhammad Dikko dan Gidado) и другие официальные лица, 1911 г.

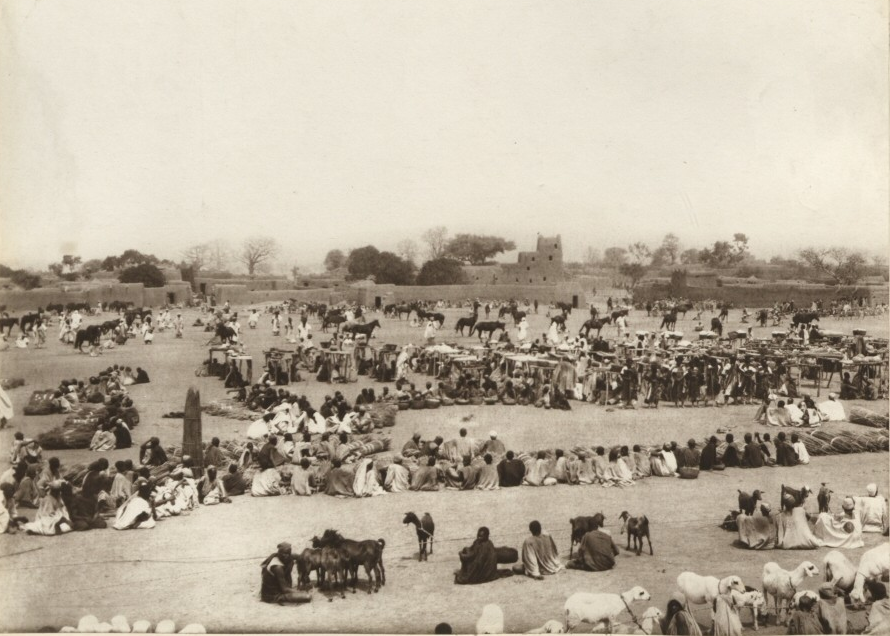
Рынок скота в Кацине, 1911 г.

Считается, что Кацина, окруженная городской стеной длиной в 21 км, была основана около 1100 г. В доисламскую эпоху полубожественный правитель Кацины назывался Сарки(?) (Sarki, король?), которого ждал быстрый смертный приговор в случае признания его правления некомпетентным. С XVII по XVIII вв. Кацина была торговым центром хаусаленда и стала крупнейшим из семи городов-государств Хауса. В 1807 г. Кацина была завоёвана фульбе во время Джихада Фулани.
Во времена торговли в регионах южнее Сахары Кацина была известна как один из самых активных и сильных торговых центров, считалась сильнейшей среди городов-государств Хауса с точки зрения коммерции, торговли и ремесла. В нач. XIX в. немецкий исследователь Фридрих Хорнеманн (Friedrich Hornemann) первым из европейцев достиг Кацины.
История образования по западному образцу в городе началась в нач. 1950-х гг., когда была открыта первая в северных областях Нигерии средняя школа. В городе находятся несколько учреждений высшего образования, в том числе два университета: Университет им. У. М. Ярадуа(?) (U. M. Yar'adua University) и частный Кацинский университет (Katsina University). В городе также находится известная мечеть XVIII в., в которой есть Минарет Гобирау, представляющий собой башню высотой 15 м, сделанную из глины и пальмовых ветвей.

## Климат
По классификации климатов Кёппена у Кацины семиаридный климат (BSh).
| Показатель                             | Янв. | Фев. | Март | Апр. | Май | Июнь | Июль | Авг. | Сен. | Окт. | Нояб. | Дек. | Год  |
| -------------------------------------- | ---- | ---- | ---- | ---- | --- | ---- | ---- | ---- | ---- | ---- | ----- | ---- | ---- |
| Средний суточный максимум, °C          | 23   | 27   | 31   | 33   | 33  | 32   | 28   | 27   | 29   | 29   | 27    | 24   | 28,6 |
| Средний суточный минимум, °C           | 21   | 22   | 27   | 30   | 29  | 29   | 26   | 24   | 26   | 26   | 23    | 19   | 25,2 |
| Норма осадков, мм                      | 0    | 0    | 0    | 5    | 46  | 81   | 175  | 257  | 117  | 8    | 0     | 0    | 689  |
| Источник: База погоды(?) (Weatherbase) |      |      |      |      |     |      |      |      |      |      |       |      |      |

Информация по состоянию на ноябрь 2011 г.